# KBS 3TV
KBS 3TV(KBS 제3텔레비전, 한국방송 3)은 대한민국 전역을 방송권역으로 하는 지상파 방송사 KBS가 운영했던 지상파 텔레비전 방송 채널이었다.

## 연혁
- 1981년 2월 2일 : 개국 및 컬러 방송 개시.
- 1982년 5월 31일 : 유아 프로그램 텔레비전 유치원(현. 딩동댕 유치원)  방영 시작.
- 1986년 9월 20일 : KBS가 1986년 아시안 게임 2년 중계 편성.
- 1987년 3월 1일 : 수도권 채널 UHF서 VHF로 바뀌어 UHF 34번에서 VHF 13번으로 변경
- 1987년 5월 11일 : 평일 방송 시작을 오후 5시 30분에서 오후 4시 30분으로 변경
- 1987년 5월 18일 : 평일 방송 시작을 오후 4시 30분에서 오후 4시로 변경
- 1987년 5월 25일 : 평일 방송 시작을 오후 4시에서 오후 4시 30분으로 환원
- 1988년 9월 17일 : KBS가 1988년 하계 올림픽 중계 편성.
- 1989년 4월 17일 : TV 고교 가정 학습 방송 실시.
- 1990년 12월 27일 : 운영 주체가 변경되면서 EBS로 분리.

## 멘트 (ID)
폐국되기 전까지 사용되었으며, 정지된 그림 영상과 함께 여성 내레이션이 "KBS 제3텔레비전입니다."라고 말하였다.

## 같이 보기
- EBS TV